# Bahnhof Heppenheim (Bergstr)
Der Bahnhof Heppenheim (Bergstr) der Stadt Heppenheim (Bergstraße) liegt an der Bahnstrecke Frankfurt am Main–Heidelberg.

## Geschichte
Eröffnet wurde der Bahnhof im Zuge der abschnittsweisen Eröffnung der Bahnstrecke Frankfurt am Main–Heidelberg durch die Main-Neckar-Eisenbahn-Gesellschaft am 22. Juni 1846. Im Zuge der Badischen Revolution war der Bahnhof Angriffsziel und mehrmals besetzt.
1903 wurde die Verbindungsstrecke Heppenheim–Lorsch der Nibelungenbahn gebaut. Wegen der unterbliebenen Verbindung des Odenwaldes mit der Nibelungenbahn blieb auch das erhoffte Verkehrsaufkommen hinter den Erwartungen zurück. Nach 1945 wurde die Strecke Heppenheim–Lorsch stillgelegt und abgebaut.
Zum 9. Oktober 1922 wurde die Lokomotivstation des Bahnhofs Heppenheim in den Bahnhof Bensheim verlegt.

## Verbindungen

### Fernverkehr
Seit dem Fahrplanjahr 2025 halten keine Fernverkehrszüge mehr in Heppenheim.

### Regionalverkehr
Im Verkehrsverbund Rhein-Neckar (VRN) wurde die Strecke als Linie R60 geführt. Seit der hessenweiten Linienkennzeichnung werden deren Bezeichnungen verwendet. Der RE60 wird seit dem Fahrplanwechsel 2017/2018 im Dezember 2018 täglich zweistündlich angeboten. Seit Dezember 2019 fährt der RE60 stündlich. Die RB 67/68 verkehrt stündlich zwischen Frankfurt (Main) und Mannheim bzw. Heidelberg, wobei die Züge montags bis freitags über Heidelberg hinaus bis Wiesloch-Walldorf bzw. Schwetzingen verlängert werden. Die RB 67 besitzt montags bis freitags in den Hauptverkehrszeiten zwischen Frankfurt (Main) und Mannheim einzelne Verstärkerleistungen und an Wochenenden einen zweistündlichen Nachtverkehr.
| Linie | Verlauf | Takt       |
| ----- | --- | ---------- |
| RE 60 | Main-Neckar-Bahn: Frankfurt (Main) Hbf – Langen (Hess) – Darmstadt Hbf – Bickenbach (Bergstr) – Zwingenberg (Bergstr) – Bensheim – Heppenheim (Bergstr) – Hemsbach – Weinheim Hbf – Ladenburg – Neu-Edingen/Friedrichsfeld – Mannheim Hbf Stand: Fahrplanwechsel Dezember 2021 | 60/120 min |
| RB 67 | Main-Neckar-Bahn: Frankfurt (Main) Hbf – Langen (Hess) – Darmstadt Hbf – Darmstadt Süd – Darmstadt-Eberstadt – Bickenbach (Bergstr) – Hähnlein-Alsbach – Zwingenberg (Bergstr) – Bensheim-Auerbach – Bensheim – Heppenheim (Bergstr) – Laudenbach (Bergstr) – Hemsbach – Weinheim (Bergstr) Hbf – Weinheim-Lützelsachsen – Heddesheim/Hirschberg – Ladenburg – Neu-Edingen/Friedrichsfeld – (Mannheim-Seckenheim – Mannheim ARENA/Maimarkt – Mannheim Hbf) (einzelne Züge in Tagesrandlage) / Schwetzingen (– Hockenheim) (HVZ) Flügelung in Neu-Edingen/Friedrichsfeld. Zugteil nach Heidelberg als RB 68. Stand: Fahrplanwechsel Dezember 2021                     | 60 min     |
| RB 68 | Main-Neckar-Bahn: Frankfurt (Main) Hbf – Langen (Hess) – Darmstadt Hbf – Darmstadt Süd – Darmstadt-Eberstadt – Bickenbach (Bergstr) – Hähnlein-Alsbach – Zwingenberg (Bergstr) – Bensheim-Auerbach – Bensheim – Heppenheim (Bergstr) – Laudenbach (Bergstr) – Hemsbach – Weinheim (Bergstr) Hbf – Weinheim-Lützelsachsen – Heddesheim/Hirschberg – Ladenburg – Neu-Edingen/Friedrichsfeld – Heidelberg-Pfaffengrund/Wieblingen – Heidelberg Hbf (– Heidelberg-Kirchheim/Rohrbach – St Ilgen-Sandhausen – Wiesloch-Walldorf) (wochentags) Flügelung in Neu-Edingen/Friedrichsfeld. Zugteil nach Schwetzingen/Mannheim als RB 67. Stand: Fahrplanwechsel Dezember 2021 | 60 min     |

### S-Bahn Rhein-Neckar
Heppenheim ist zusätzlich mit der Linie S6 (vorher im Vorlaufbetrieb als RB60) in dem Netz der S-Bahn Rhein-Neckar eingebunden. Diese verkehrt stündlich zwischen Bensheim und Mainz über Mannheim. Ursprünglich sollte die Linie S6 zwischen Bensheim und Mannheim durch die neue S-Bahn-Linie S7 ersetzt werden.
| Linie | Verlauf | Takt   |
| ----- | --- | ------ |
| S 6   | Bensheim – Heppenheim (Bergstr) – Laudenbach (Bergstr) – Hemsbach – Weinheim-Sulzbach – Weinheim (Bergstr) Hbf – (Weinheim-Lützelsachsen –) (einzelne Züge) Heddesheim/Hirschberg – Ladenburg – Neu-Edingen/Friedrichsfeld – Mannheim-Seckenheim – Mannheim ARENA/Maimarkt – Mannheim Hbf – Ludwigshafen (Rhein) Mitte – Ludwigshafen (Rhein) Hbf – Ludwigshafen-Oggersheim – Frankenthal Süd – Frankenthal Hbf – Bobenheim – Worms Hbf – Osthofen – Mettenheim – Alsheim – Guntersblum – Dienheim – Oppenheim – Nierstein – Nackenheim – Bodenheim – Mainz-Laubenheim – Mainz Römisches Theater – Mainz Hbf (← Wiesbaden Hbf) (ein Zug) Stand: Fahrplanwechsel Dezember 2021 | 60 min |

## Bahnhofsanlagen

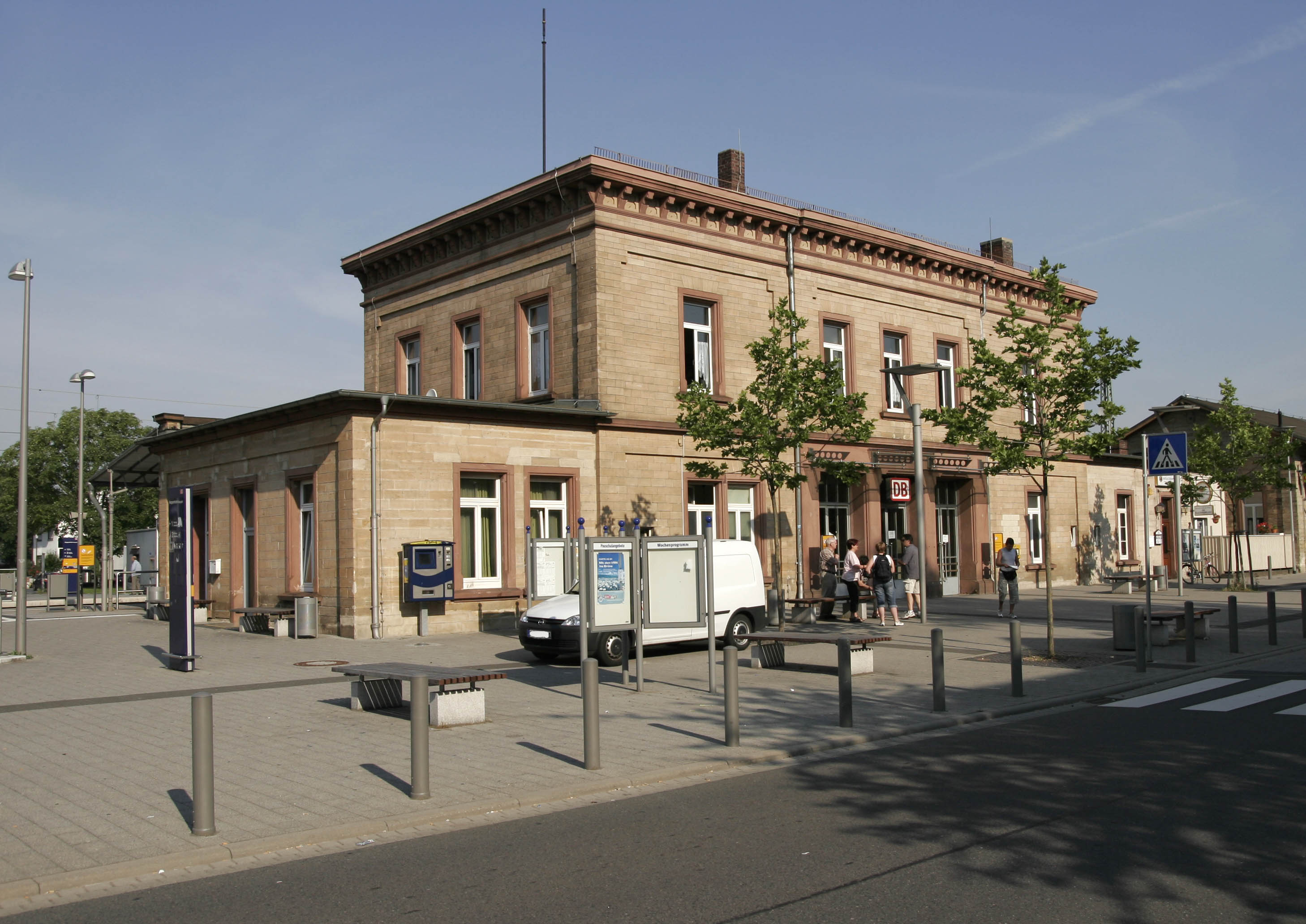
Der Heppenheimer Bahnhof

### Empfangsgebäude
Das Empfangsgebäude wurde 1845–1846 nach einem Entwurf Georg Mollers im Stil des Klassizismus an der Stadtseite, östlich der Bahnstrecke, errichtet. Die Fassade des unterkellerten zweigeschossigen Sandsteingebäudes ist auf der Längsseite durch fünf Achsen gekennzeichnet, die eine zentrale Dreiergruppe, im Erdgeschoss als Portale zum Vestibül ausgeführt, hat. Auf der Querseite sind drei Fensterachsen vorhanden. Die Dachtraufe des flachen Walmdaches ist durch einen umlaufenden Volutenfries geschmückt. Beidseitig des Hauptgebäudes stehen ungefähr symmetrische, eingeschossige Anbauten. Das Bahnsteigdach vor dem Empfangsgebäude wird von bauzeitlichen Gitterträgern auf dünnen Stützen mit schmalen Kapitellen aus Gusseisen getragen. Als Beispiel für den frühen Eisenbahnbau steht das Stationsgebäude unter Denkmalschutz.

### Gleisanlagen
Bis zum Hessentag im Sommer 2004 in Heppenheim wurde der Bahnhof modernisiert und behindertengerecht ausgebaut.
Im Bereich des Bahnhofs befanden sich noch zahlreiche Rangier- bzw. Gütergleise, die zu verschiedenen Firmen führten, heute aber überwachsen sind und schließlich Mitte 2015 demontiert wurden. Zu diesem Zeitpunkt wurde auch die gesamte Oberleitung erneuert. Für den Personenverkehr stehen zwei Bahnsteiggleise zur Verfügung.

### Busbahnhof
Seitlich des Empfangsgebäudes befindet sich ein kleiner Busbahnhof mit vier Bussteigen, von welchem aus Verbindungen in die umliegenden Städte und Gemeinden bestehen.